# 台灣萬葉集
台灣萬葉集（日语：台湾万葉集）是1980至90年代發表的一系列台灣文學家所著日語短歌集，其中以1981年10月的《孤蓬萬里半世紀》與《灑出花卉》（花をこぼして）兩本書為台灣萬葉集的「上卷」、1988年8月另出版《台灣萬葉集 中卷》，至1993年1月再出版《台灣萬葉集 下卷》。主編者為孤蓬萬里，中下兩卷經過文學教授犬養孝校閱。內容創作者包括孤蓬萬里本身，以及巫永福與周金波等戰前日語世代；內容特徵方面，則包括許多台灣特有俗語、歷史假名遣與戰前日語等。
之後於日本的發行順序，則是在1994年2月由集英社將原先的下卷以《台灣萬葉集》為題出版；而原中卷則與《灑出花卉》結合成《台灣萬葉集續篇》於1995年1月出版；接著才在1997年9月發行《孤蓬萬里半世紀》。而孤蓬萬里另外也經由岩波Booklet（岩波ブックレット）出版了一本《「台灣萬葉集」物語》；這一系列著作在1996年時獲頒菊池寬獎。在《「台灣萬葉集」物語》中，收錄了「台灣萬葉百人一首」，為出自百位各方人士的一百首創作。

## 相關文章
- 《台北歌壇》